# Magnus Nyrén
Ne doit pas être confondu avec Magnus Nygren.
Magnus Nyrén (né le 21 février 1837 à Brunskog, dans la province de Värmland, et mort le 16 janvier 1921 à Stockholm) est un astronome suédois.

## Biographie
Nyrén commence ses études à Uppsala en 1859 et entre à l'observatoire de Poulkovo près de Saint-Pétersbourg en 1868 en tant qu'astronome auxiliaire. En 1871, il y devint adjoint, en 1873 astronome senior et en 1890 pour une courte période vice-directeur. À la suite de la révolution de 1917, il retourne à Stockholm.
Nyrén a traité principalement de l'astronomie stellaire et a calculé plusieurs valeurs fondamentales de l'astronomie : la constante de précession, la constante de nutation et la constante d'aberration.
Son activité principale a été la production de catalogues à l'observatoire de Poulkovo.

## Publications
- Détermination du coefficient constant de la précession au moyen d'étoiles de faible éclat (1870).
- Déterminations de la nutation de l'axe de la Terre (1873).
- Le sommet de Poulkovo (1873).
- L'équinoxe de 1865 (1877).
- L'aberration des étoiles fixes (1883).
- Variations de la latitude de Poulkovo (1893).